# Léon Rom
Léon Auguste Théophile Rom (Mons, Bélgica; 2 de abril de 1859 - Ixelles, Bélgica; 30 de enero de 1924) fue un soldado y funcionario colonial belga de rango medio, oficial militar y agente comercial que administró el área de las cataratas Stanley, la región del Bajo Congo en el Estado Libre del Congo a fines del siglo XIX. Participó en la guerra árabe del Congo y acabó sus días trabajando en la Compañía de Kasai en que operaba en el centro del Congo. Es recordado por haber inspirado el Señor Kurtz, un comerciante de marfil que ocupa un lugar destacado en la novela corta de Joseph Conrad de 1899 El corazón de las tinieblas.

## Carrera profesional

### Primeros años
Rom nació en una familia pobre en Mons, Bélgica, en 1859 e ingresó en el ejército belga a la edad de 16 años.
Hijo natural de Auguste Rom y Augustine Bruyère, completó sus estudios de nivel medio-bajo en el Athénée de Bruselas.
En 1876, se alistó en el ejército belga en el regimiento de carabineros, sin tener la educación necesaria para convertirse en oficial. En 1884, se unió como contable a una agencia de aduanas de Bruselas, Maison Timmermans et De Brouwer.
Posteriormente trabajó como funcionario de aduanas, antes de partir a Matadi en el nuevo Estado Libre del Congo el 15 de febrero de 1886 como agente de administración de 3.º clase.

### Tiempo en el Congo
El día 29 de febrero de 1886 llegó a la ciudad de Matadi y el 27 de julio fue designado provisionalmente a la ciudad de Boma. 
Estuvo al mando del puesto belga en las cataratas Stanley (actual Boyoma Falls). Posteriormente fue promovido a comisionado de distrito en Matadi.
Los conocimientos adquiridos durante su empleo como oficial de aduanas en Bélgica llamaron la atención de sus superiores al nombrar un auditor fiscal de exportaciones en Matadi: Rom consiguió el puesto y llegó a Matadi el 7 de noviembre. En una época en la que sólo vivían un centenar de europeos en todo este territorio, su ascenso fue rápido.
Durante su periodo como comisionado de distrito, presidió la primera ceremonia de boda de una pareja blanca en el estado (el Sr. Darling y la señorita Emma Seed) en enero de 1887. 
En de febrero de 1888, ejerció como agente judicial en el tribunal de 1° instancia del Bajo Congo  y 27 de octubre de 1888 fue nombrado secretario de 1° clase. Al finalizar sus funciones regresó a Bélgica, el 14 de febrero de 1889. Volvió a embarcarse el 2 de julio, llegando a Boma. Al poco tiempo es nombrado comisario de distrito provisional y, posteriormente juez suplente de 1° instancia del Bajo Congo.
Poco después es nombrado 2.º teniente de la Force Publique y jefe de estación de Léopoldville, donde se encarga de instruir policías nativos, con un salario una vez y media el de un coronel en Bélgica.
En estos tiempos, las tensiones entre el Congo Belga y los sultanatos de la actual Tanzania estallaron a causa de los puestos del esclavista Sefu en el río Lomami, estallando la Guerra árabe del Congo (1892-1894). Durante esta guerra, negoció personalmente la rendición de un bastión árabe. Llegó a ser elogiado por su conducta durante esta guerra.
Después de retirarse de Force Publique, trabajó como oficial para la Compañía de Kasai en el centro del Congo.

### Última etapa

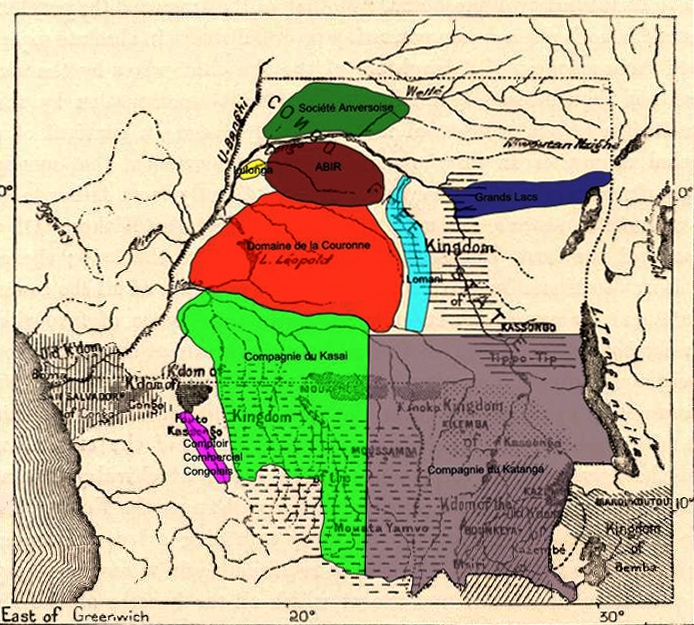
Área de actividad de las Sociedades concesionarias del Estado Libre del Congo. La concesión de Kasai está en el suroeste, y marcada en verde claro.

Durante su estancia colonial en África, coleccionó muchos objetos etnográficos, y en cada regreso a Europa, llevó especímenes de mariposas y se convirtió en miembro de la Sociedad Entomológica de Bélgica. En 1899 publicó el libro "Le Nègre du Congo", tratado etnográfico en el cual describe su visión de los habitantes nativos del Congo.
Siguió trabajando en la Compañía de Kasai hasta el día de su muerte, en Bruselas en 1924.
Rom se hizo famoso debido a las denuncias de brutalidad durante su administración en la zona de las cataratas Stanley. Según el informe de algunos misioneros, Rom había usado las cabezas cortadas de 21 congoleños para decorar los macizos de flores de su casa en las cataratas Stanley.  También se dice que mantuvo una horca permanentemente en su puesto. Al respecto, Peter Edgerly Firchow ha explicado que exhibir cabezas cortadas era habitual en la sociedad centroafricana de la época.

## En la cultura popular
Se ha argumentado que Rom sirvió de inspiración para el personaje del Señor Kurtz, un comerciante de marfil que ocupa un lugar destacado en la novela corta de Joseph Conrad de 1899 El corazón de las tinieblas. Aunque puede que no sea el único que inspirase el personaje. Otro pudo ser Willem Frans Van Kerckhoven. 
Rom aparece como el principal antagonista en la película de 2016 La leyenda de Tarzán, en la que es interpretado por el actor austriaco Christoph Waltz .